# Escamp

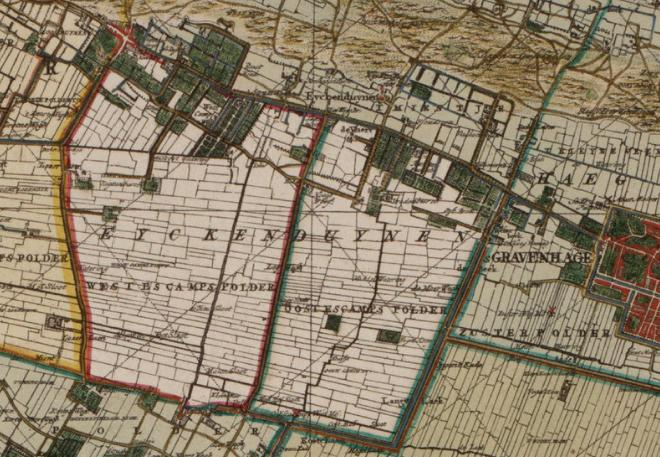
De Escamppolders anno 1712

Escamp is een stadsdeel van Den Haag, grotendeels gelegen op de Eskamppolders uit de 15e eeuw.
Escamp werd grotendeels gebouwd na de Tweede Wereldoorlog. Uit opgravingen blijkt dat het gebied tot de oudst bewoonde streken van Den Haag behoort.
Het stadsdeel Escamp werd in 1986 gevormd na het besluit van de gemeenteraad om Den Haag op te delen in zeven stadsdelen.
Door de toevoeging van de Vinex-wijk Wateringse Veld is Escamp het stadsdeel met de meeste inwoners. Sinds 2009 is het Wateringse Veld volledig bewoond. Het stadsdeel telt meer dan 40.000 migranten.
De woningbouwcorporaties hebben veel bezit in Escamp, vooral in de naoorlogse wijken Moerwijk, Morgenstond, Bouwlust en Vrederust. De huursector maakt deels plaats voor koopwoningen.
De volgende wijken behoren tot dit stadsdeel:
- Bouwlust en Vrederust
- Leyenburg
- Moerwijk & Zuiderpark
- Morgenstond
- Rustenburg en Oostbroek
- Wateringse Veld

## Stadsdeelkantoor
Op de Leyweg is op de plaats van de voormalige MTS een nieuw stadskantoor gebouwd. Het stadsdeelkantoor aan de Leyweg is bijna 76 meter hoog en fungeert als tweede stadhuis. Er zijn tal van gemeentelijke diensten gehuisvest zoals de Dienst Publiekszaken en de belastingdienst. In eerste aanleg zou ook de GGD hier worden gehuisvest maar dat is later teruggedraaid. De GGD is nu gevestigd in nieuwbouw aan de Lijnbaan, vlak bij het centrum van Den Haag. Er werken 1200 ambtenaren. Boven de kantoorverdiepingen op de 10e tot en met de 18e etage zijn 49 appartementen gesitueerd. Het ontwerp is van het Amsterdamse architectenbureau Rudy Uytenhaak. Op de begane grond is een vestiging van de Bibliotheek Den Haag.

## Escamphof
Badhuis Escamplaan was een badinrichting die in 1938 werd geopend. Op de bovenverdieping konden mannen en vrouwen gescheiden gebruikmaken van een ligbad of stortbad (douche). Beneden was een zwembad van 7x19 meter, waar ook zwemles werd gegeven. Voor het afzwemmen gingen de leerlingen naar zwembad De Mauritskade of naar het openluchtbad in het Zuiderpark. Er resten beneden nog enkele baden en douches. De inrichting is hernoemd in de Escamphof. Tijdens de Tweede Wereldoorlog namen de Duitsers bezit van het gebouw, na de oorlog werden er veel lessen gegeven aan mindervaliden en ouderen. Boven is een naschoolse opvang gevestigd. Het gebouw is een beschermd stadsgezicht.

Naast het badhuis waren sportvelden en enkele scholen die inmiddels zijn afgebroken. Op de sportvelden wordt door korfbalclub Ready gespeeld.

## Treinstation
- Station Den Haag Moerwijk